# 131e méridien est
En géographie, le 131e méridien est est le méridien joignant les points de la surface de la Terre dont la longitude est égale à 131° est.

## Géographie

### Dimensions
Comme tous les autres méridiens, la longueur du 131e méridien correspond à une demi-circonférence terrestre, soit 20 003,932 km. Au niveau de l'équateur, il est distant du méridien de Greenwich de 14 583 km,.
Avec le 49e méridien ouest, il forme un grand cercle passant par les pôles géographiques terrestres.

### Régions traversées
En commençant par le pôle Nord et descendant vers le sud au pôle Sud, Le 131e méridien est passe par:
| Coordonnées           | Pays, territoire ou mer | Notes |
| --------------------- | ----------------------- | --- |
| 90° 00′ N, 131° 00′ E | Océan Arctique          | |
| 77° 07′ N, 131° 00′ E | Mer de Laptev           | |
| 70° 44′ N, 131° 00′ E | Russie                  | République de Sakha Kraï de Khabarovsk — à partir de 56° 10′ N, 131° 00′ E Oblast de l'Amour — à partir de 55° 42′ N, 131° 00′ E Kraï de Khabarovsk — à partir de 54° 18′ N, 131° 00′ E Oblast de l'Amour — à partir de 53° 49′ N, 131° 00′ E Kraï de Khabarovsk — à partir de 51° 10′ N, 131° 00′ E Oblast de l'Amour — à partir de 50° 24′ N, 131° 00′ E Oblast autonome juif — à partir de 48° 58′ N, 131° 00′ E                  |
| 47° 41′ N, 131° 00′ E | Chine                   | Heilongjiang |
| 44° 52′ N, 131° 00′ E | Russie                  | Kraï du Primorié — sur environ 6 km |
| 44° 48′ N, 131° 00′ E | Chine                   | Heilongjiang Jilin — à partir de 43° 29′ N, 131° 00′ E |
| 42° 51′ N, 131° 00′ E | Russie                  | Kraï du Primorié |
| 42° 38′ N, 131° 00′ E | Mer du Japon            | Passe juste à l'est de l'île de Ulleungdo, Corée du Sud (à 37° 30′ N, 130° 55′ E) Passe juste à l'ouest de l'île de Mishima (en), Préfecture de Yamaguchi, Japon (à 34° 47′ N, 131° 07′ E) |
| 34° 26′ N, 131° 00′ E | Japon                   | Île Honshū, Préfecture de Yamaguchi (passe par Chōfu station dans l'est de Shimonoseki) |
| 33° 59′ N, 131° 00′ E | Détroit de Kanmon       | |
| 33° 57′ N, 131° 00′ E | Japon                   | Île de Kyūshū — Préfecture de Fukuoka — Préfecture d'Ōita — à partir de 33° 31′ N, 131° 00′ E — Préfecture de Kumamoto — à partir de 33° 10′ N, 131° 00′ E — Préfecture d'Ōita — à partir de 33° 07′ N, 131° 00′ E — Préfecture de Kumamoto — à partir de 33° 01′ N, 131° 00′ E — Préfecture de Miyazaki — à partir de 32° 09′ N, 131° 00′ E — Préfecture de Kagoshima — à partir de 31° 44′ N, 131° 00′ E                           |
| 31° 11′ N, 131° 00′ E | Mer de Chine orientale  | |
| 30° 44′ N, 131° 00′ E | Japon                   | Île de Tanegashima, Préfecture de Kagoshima |
| 30° 32′ N, 131° 00′ E | Océan Pacifique         | Passe juste à l'ouest de l'Minami Daitō, Préfecture de Okinawa, Japon (à 25° 50′ N, 131° 12′ E) Passing just west of the Île de Okidaitō-jima, Préfecture de Okinawa, Japon (à 24° 28′ N, 131° 11′ E) Passing just west of the Île de Tobi, Palaos (à 3° 00′ N, 131° 07′ E) Passe juste à l'ouest des Kepulauan Asia, Indonésie (à 1° 00′ N, 131° 13′ E) Passe juste à l'ouest des Kepulauan Ayu, Indonésie (à 3° 23′ N, 131° 01′ E) |
| 0° 03′ S, 131° 00′ E  | Indonésie               | Île de Waigeo |
| 0° 21′ S, 131° 00′ E  | Détroit de Dampier      | |
| 0° 56′ S, 131° 00′ E  | Indonésie               | Îles de Salawati et Nouvelle-Guinée |
| 1° 28′ S, 131° 00′ E  | Mer de Céram            | Passe juste à l'est de l'île de Seram, Indonésie (à 3° 35′ S, 130° 52′ E) |
| 3° 54′ S, 131° 00′ E  | Mer de Banda            | |
| 7° 26′ S, 131° 00′ E  | Indonésie               | Île de Wuliaru |
| 7° 30′ S, 131° 00′ E  | Mer de Banda            | |
| 7° 40′ S, 131° 00′ E  | Indonésie               | Île de Seira |
| 7° 44′ S, 131° 00′ E  | Mer de Banda            | |
| 8° 06′ S, 131° 00′ E  | Indonésie               | Île de Selaru |
| 8° 13′ S, 131° 00′ E  | Mer d'Arafura           | |
| 9° 03′ S, 131° 00′ E  | Mer de Timor            | |
| 11° 21′ S, 131° 00′ E | Australie               | Territoire du Nord — Île Melville |
| 11° 54′ S, 131° 00′ E | Détroit de Clarence     | |
| 12° 10′ S, 131° 00′ E | Australie               | Territoire du Nord Australie-Méridionale — à partir de 26° 00′ S, 131° 00′ E |
| 31° 33′ S, 131° 00′ E | Océan indien            | Les autorités australiennes considèrent cette zone comme partie de l'Océan Austral, |
| 60° 00′ S, 131° 00′ E | Océan Austral           | |
| 66° 06′ S, 131° 00′ E | Antarctique             | Territoire antarctique australien, Territoires revendiqués par l' Australie |